# شون فوغل
شون فوغل (بالإنجليزية: Shawn Fogel)‏ هو موسيقي أمريكي، ولد في 12 ديسمبر 1981.